# Medio San Juan
Medio San Juan è un comune della Colombia facente parte del dipartimento di Chocó.
L'istituzione del comune è del 20 luglio 2000.